# Center for Science in the Public Interest

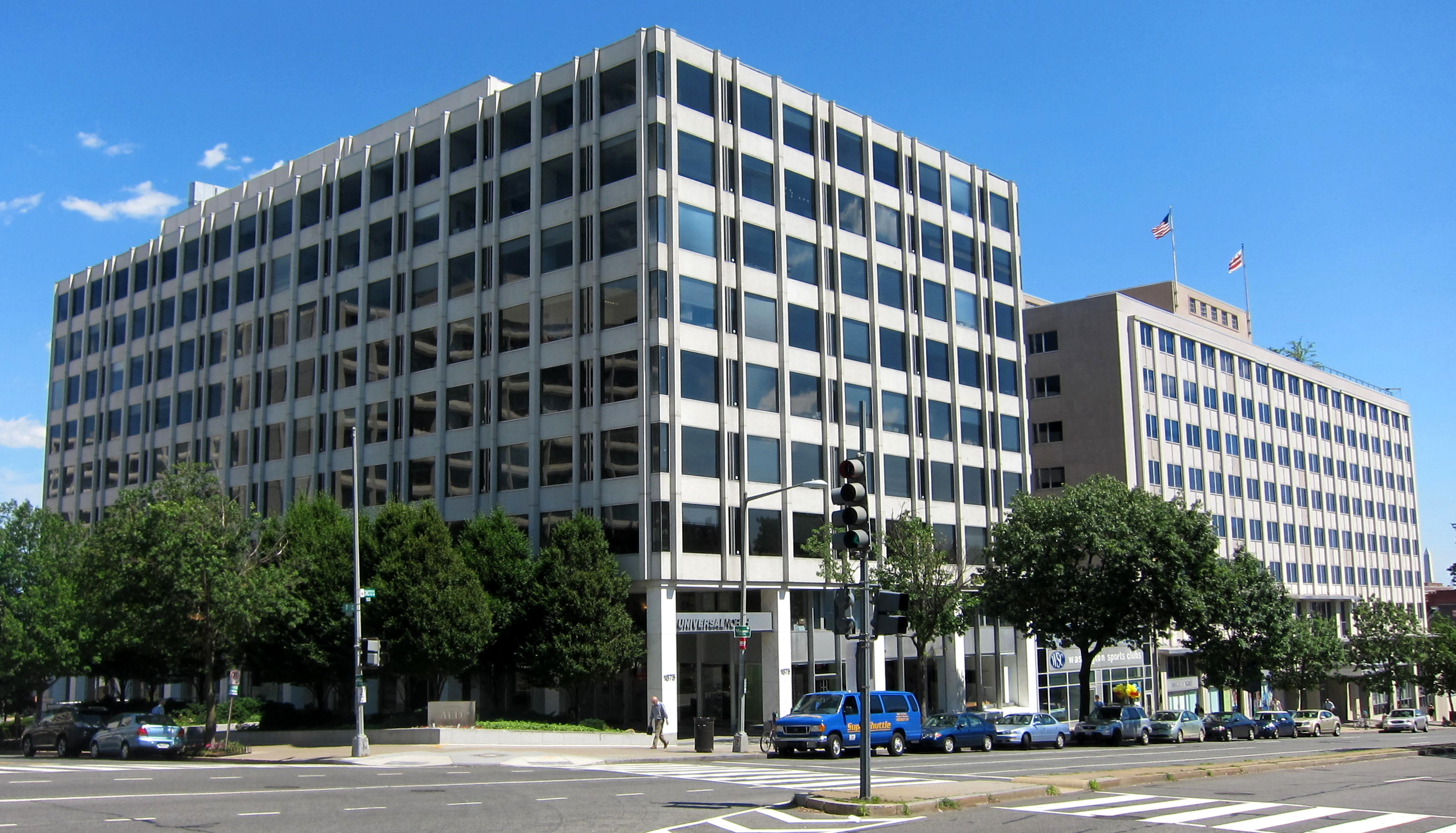
Le bâtiment du Center of Science in the Public Interest.

Le Center for Science in the Public Interest (Centre pour la science dans l'intérêt public) est une organisation scientifique  sans but lucratif, fondée en 1971, dont le siège est situé à Washington (États-Unis). C'est un  groupe de défense des consommateurs et d'investigation  qui plaide pour une alimentation plus sûre et plus saine.